# Marek Hamšík
Marek Hamšík, né le 27 juillet 1987 à Banská Bystrica en Tchécoslovaquie (aujourd'hui Slovaquie), est un footballeur international slovaque, actif entre 2004 et 2023.
Hamšík est le joueur le plus capé de l’histoire de Naples avec 520 apparitions.
Il est aussi le joueur le plus capé et le meilleur buteur de l'équipe de Slovaquie.

## Biographie

### Carrière en club

#### SK Slovan Bratislava (2002-2004)
Marek Hamšík a été formé au Slovan Bratislava, club majeur du championnat de Slovaquie. Il y dispute six matchs pour ce club et marque un but.

#### Brescia Calcio (2005-2007)
En 2004, alors âgé de 17 ans, il rejoint le club italien Brescia. Le transfert est estimé à 500 000 €, un record pour le football slovaque. En 2005, il dispute sa première rencontre en championnat d'Italie face au Chievo Vérone. Le Slovaque dispute 24 matches durant la saison suivante, après la relégation du club italien en Serie B. En 2006-2007, il gagne sa place de titulaire et inscrit 10 buts en 40 rencontres de championnat,.

#### SSC Naples (2007-2019)

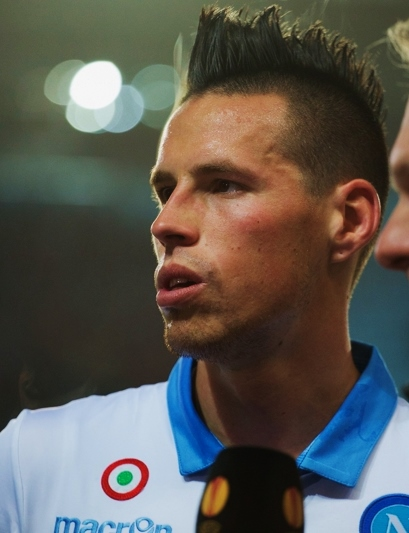
Match Dinamo-Naples en 2015.

Durant l'été 2007, Hamšík est recruté par Naples, promu en Serie A. Il arrive au club avec d'autres recrues, dont l'attaquant argentin Ezequiel Lavezzi et le milieu de terrain uruguayen Walter Gargano. Martin Škrtel est désigné meilleur joueur slovaque de l'année 2007, devant Hamšík, qui reçoit le prix du meilleur jeune. Ses performances attirent l'attention d'autres clubs européens, mais Napoli le considère comme intransférable.
Le 20 mai 2012, il remporte la Coupe d'Italie avec Naples face à la Juventus, le premier trophée du club depuis 20 ans.
Le 3 mai 2014, il remporte son second trophée de Coupe d'Italie toujours avec Naples face à la Fiorentina, mais cette fois en tant que capitaine.
Le 4 février 2017, il réalise le premier triplé de sa carrière contre Bologne. Il compte alors 109 réalisations et se trouve à six buts d'égaler le record détenu par Diego Maradona, légende du club : « Je ne serai jamais aussi grand que [lui], mais je voudrais effacer son record des buts sous le maillot du Napoli. » Il réalise cette performance en inscrivant son 116e but comme joueur du Napoli le 23 décembre 2017 contre la Sampdoria.
Déjà annoncé partant durant l'été 2018, Hamšík quitte finalement le Napoli en février 2019 après douze ans au club. Au moment de son départ, il est le meilleur buteur ainsi que le recordman de matchs disputés de l'histoire de Naples avec 121 réalisations en 520 rencontres. Le record de buts est battu en juin 2020 par le Belge Dries Mertens.

#### Dalian Yifang (2019-2021)
Hamšík s'engage le 14 février 2019 en faveur du Dalian Professional. Le transfert est estimé à 20 millions d'euros.

#### IFK Göteborg (2021)
Le 8 mars 2021, libre de tout contrat, Hamšík fait son retour en Europe en rejoignant le club suédois de l'IFK Göteborg jusqu'en août de la même année.
Il joue son premier match le 19 avril en remplaçant Simon Thern contre l'AIK Fotboll lors de la 2e journée d'Allsvenskan (victoire 2-0). Le 17 mai, Hamšík marque son premier but en réussissant une demi-volée à l'extérieur de la surface face à l'IK Sirius (2-2). Après près de trois mois où il joue 6 matchs et inscrit 1 but, le Slovaque quitte le club.

#### Trabzonspor (2021-2023)
Le 8 juin 2021, Hamšík signe un contrat de deux ans au club turc de Trabzonspor,. Il se fait remarquer dès la première journée de la saison 2021-2022 de Süper Lig, le 16 août 2021 contre Yeni Malatyaspor, en délivrant une passe décisive pour Anastásios Bakasétas sur l'ouverture du score et en marquant son premier but pour Trabzonspor. Il contribue ainsi à la victoire de son équipe par cinq buts à un.
Le 30 avril 2022, il remporte son premier titre de champion en carrière avec Trabzonspor lors du match nul 2-2 face à Antalyaspor. Le 30 juillet 2022, il remporte également la Supercoupe de Turquie de football lors de la victoire 4-0 face à Sivasspor.
Le 1er juin 2023, la légende slovaque annonce sa retraite.

### Équipe de Slovaquie
Hamšík fête à 19 ans sa première sélection le 7 février 2007 lors d'un match amical contre la Pologne (2-2) en rentrant à la place d'Igor Žofčák, puis il marque son premier but le 13 octobre 2007 lors de la large victoire sur Saint-Marin, comptant pour les éliminatoires de l'Euro 2008. Très vite il s'impose dans l'équipe et devient un joueur indispensable.
Il est capitaine de la Slovaquie à la Coupe du monde 2010 en Afrique du Sud, qui fut la première à laquelle participe son pays (qui ira jusqu'en huitième de finale). La défaite (1-2) contre les Pays-Bas met fin au parcours. Durant la compétition il ne parvient pas à trouver le chemin des filets mais réussit tout de même à adresser une passe décisive pour Róbert Vittek durant la rencontre face aux Italiens tenant du titre (remporté 3-2).
Par la suite, il participe aux éliminatoires de l'Euro 2012 et du Mondial 2014 mais l'équipe n'arrive pas à se qualifier pour ces deux compétitions.
Lors des éliminatoires de l'Euro 2016, il est une véritable arme offensive. Il marque en effet 5 buts, ce qui le désigne comme meilleur buteur de la Slovaquie durant ces éliminatoires. Il est aussi lors du match contre l'Espagne, l'auteur de la passe décisive pour le but de la victoire de Miroslav Stoch. Cela permet à la Slovaquie d'arracher une précieuse et prestigieuse victoire (2-1) sur l'Espagne. La Slovaquie se qualifie pour son premier Euro le 12 octobre 2015 grâce à une victoire (2-4) sur le Luxembourg (Hamsik y inscrit un doublé).
En match de préparation face aux champions du monde allemands, il égalise pour son équipe qui l'emporte (1-3). Le lendemain, il est sans surprise annoncé dans la liste des 23 joueurs choisis pour disputer l'Euro 2016 en France. Il fait figure de meneur de jeu et de star de son équipe mais laisse le brassard de capitaine à Martin Škrtel. Le 15 juin 2016 pour leur deuxième match de poule contre la Russie, les Slovaques sont obligés de ne pas perdre en raison de leur défaite (1-2) face au pays de Galles. Après avoir fait la passe décisive sur l'ouverture du score de Vladimir Weiss, il inscrit le second but de son équipe d'une superbe lucarne rentrante sur un corner joué en deux temps. Score final (1-2).
Le 20 mars 2018, il élu pour la septième fois consécutivement meilleur footballeur slovaque de l'année 2017.
Le 11 juin 2019, à la suite d'un doublé contre l'Azerbaïdjan, Hamšík devient le meilleur buteur de l'histoire de la sélection slovaque avec 24 réalisations.
Le 20 novembre 2022, il dispute son 136e et dernier match en sélection face au Chili qui se solde par un nul 0-0.
Il sort de sa retraite internationale pour jouer les qualifications de l'Euro 2024, il délivre une passe décisive face à l'Islande (victoire 2-1), célébrant ainsi sa 137e puis sa 138e sélection le 20 juin 2023 contre le Liechtenstein.
Il rejoint ensuite le staff de l'équipe nationale aux côtés de Francesco Calzona.

## Style de jeu
Milieu travailleur capable de jouer devant la défense ou en soutien offensif, Marek Hamšík est réputé pour sa vision du jeu ainsi que pour son excellente frappe de balle.

## Statistiques

### Statistiques détaillées
| Saison                | Club                  | Championnat           | Championnat | Championnat | Championnat | Coupe(s) nationale(s) | Coupe(s) nationale(s) | Coupe(s) nationale(s) | Supercoupe | Supercoupe | Supercoupe | Compétition(s) continentale(s) | Compétition(s) continentale(s) | Compétition(s) continentale(s) | Compétition(s) continentale(s) | Slovaquie | Slovaquie | Slovaquie | Total | Total | Total |
| Saison                | Club                  | Division              | M.          | B.          | P.d.        | M.                    | B.                    | P.d.                  | M.         | B.         | P.d.       | Comp.                          | M.                             | B.                             | P.d.                           | M.        | B.        | P.d.      | M.    | B.    | P.d.  |
| 2004-2005             | Slovan Bratislava     | Superliga             | 6           | 1           | 0           | 0                     | 0                     | 0                     | -          | -          | -          | -                              | -                              | -                              | -                              | -         | -         | -         | 6     | 1     | 0     |
| Sous-total            | Sous-total            | Sous-total            | 6           | 1           | 0           | 0                     | 0                     | 0                     | -          | -          | -          | -                              | -                              | -                              | -                              | -         | -         | -         | 6     | 1     | 0     |
| 2004-2005             | Brescia               | Serie A               | 1           | 0           | 0           | 0                     | 0                     | 0                     | -          | -          | -          | -                              | -                              | -                              | -                              | -         | -         | -         | 1     | 0     | 0     |
| 2005-2006             | Brescia               | Serie B               | 24          | 0           | 2           | 4                     | 1                     | 0                     | -          | -          | -          | -                              | -                              | -                              | -                              | -         | -         | -         | 28    | 1     | 2     |
| 2006-2007             | Brescia               | Serie B               | 40          | 10          | 4           | 5                     | 1                     | 0                     | -          | -          | -          | -                              | -                              | -                              | -                              | 2         | 0         | 0         | 47    | 11    | 4     |
| Sous-total            | Sous-total            | Sous-total            | 65          | 10          | 6           | 9                     | 2                     | 0                     | -          | -          | -          | -                              | -                              | -                              | -                              | 2         | 0         | 0         | 76    | 12    | 6     |
| 2007-2008             | Naples                | Serie A               | 37          | 9           | 3           | 3                     | 1                     | 0                     | -          | -          | -          | -                              | -                              | -                              | -                              | 11        | 2         | 1         | 51    | 12    | 4     |
| 2008-2009             | Naples                | Serie A               | 32          | 9           | 6           | 2                     | 1                     | 0                     | -          | -          | -          | CI+C3                          | 2+4                            | 1+1                            | 0+1                            | 10        | 4         | 1         | 50    | 16    | 8     |
| 2009-2010             | Naples                | Serie A               | 37          | 12          | 5           | 2                     | 0                     | 2                     | -          | -          | -          | -                              | -                              | -                              | -                              | 13        | 2         | 2         | 52    | 14    | 9     |
| 2010-2011             | Naples                | Serie A               | 37          | 11          | 6           | 2                     | 0                     | 0                     | -          | -          | -          | C3                             | 10                             | 2                              | 1                              | 10        | 0         | 1         | 59    | 13    | 8     |
| 2011-2012             | Naples                | Serie A               | 37          | 9           | 9           | 5                     | 1                     | 1                     | -          | -          | -          | C1                             | 8                              | 2                              | 1                              | 8         | 0         | 2         | 58    | 12    | 13    |
| 2012-2013             | Naples                | Serie A               | 38          | 11          | 14          | 1                     | 0                     | 0                     | 1          | 0          | 0          | C3                             | 4                              | 0                              | 3                              | 10        | 2         | 1         | 54    | 13    | 18    |
| 2013-2014             | Naples                | Serie A               | 28          | 7           | 5           | 5                     | 0                     | 2                     | -          | -          | -          | C1+C3                          | 4+4                            | 0                              | 0+1                            | 5         | 1         | 2         | 46    | 8     | 10    |
| 2014-2015             | Naples                | Serie A               | 35          | 7           | 10          | 4                     | 1                     | 0                     | 1          | 0          | 0          | C1+C3                          | 2+12                           | 1+4                            | 1+2                            | 9         | 4         | 1         | 63    | 17    | 14    |
| 2015-2016             | Naples                | Serie A               | 38          | 6           | 11          | 2                     | 0                     | 0                     | -          | -          | -          | C3                             | 6                              | 2                              | 0                              | 13        | 4         | 1         | 59    | 12    | 12    |
| 2016-2017             | Naples                | Serie A               | 38          | 12          | 10          | 3                     | 1                     | 1                     | -          | -          | -          | C1                             | 8                              | 2                              | 2                              | 6         | 2         | 2         | 55    | 17    | 15    |
| 2017-2018             | Naples                | Serie A               | 38          | 7           | 1           | 1                     | 0                     | 0                     | -          | -          | -          | C1+C3                          | 8+2                            | 0+0                            | 2+0                            | 8         | 0         | 2         | 57    | 7     | 5     |
| 2018-2019             | Naples                | Serie A               | 13          | 0           | 0           | -                     | -                     | -                     | -          | -          | -          | C1                             | 6                              | 1                              | 1                              | 6         | 1         | 1         | 25    | 2     | 2     |
| Sous-total            | Sous-total            | Sous-total            | 408         | 100         | 80          | 30                    | 5                     | 6                     | 2          | 0          | 0          | -                              | 80                             | 16                             | 15                             | 109       | 22        | 17        | 629   | 143   | 118   |
| 2019                  | Dalian Professional   | CSL                   | 28          | 2           | 3           | 3                     | 1                     | 0                     | -          | -          | -          | -                              | -                              | -                              | -                              | 9         | 3         | 1         | 40    | 6     | 4     |
| 2020                  | Dalian Professional   | CSL                   | 14          | 2           | 1           | 0                     | 0                     | 0                     | -          | -          | -          | -                              | -                              | -                              | -                              | 6         | 1         | 0         | 20    | 3     | 1     |
| Sous-total            | Sous-total            | Sous-total            | 42          | 4           | 4           | 3                     | 1                     | 0                     | -          | -          | -          | -                              | -                              | -                              | -                              | 15        | 4         | 1         | 60    | 9     | 5     |
| 2021                  | IFK Göteborg          | Allsvenskan           | 6           | 1           | 0           | 0                     | 0                     | 0                     | -          | -          | -          | -                              | -                              | -                              | -                              | 3         | 0         | 0         | 9     | 1     | 0     |
| Sous-total            | Sous-total            | Sous-total            | 6           | 1           | 0           | 0                     | 0                     | 0                     | -          | -          | -          | -                              | -                              | -                              | -                              | 3         | 0         | 0         | 9     | 1     | 0     |
| 2021-2022             | Trabzonspor           | Süper Lig             | 26          | 2           | 4           | 2                     | 0                     | 0                     | -          | -          | -          | C4                             | 4                              | 0                              | 0                              | 7         | 0         | 0         | 39    | 2     | 4     |
| 2022-2023             | Trabzonspor           | Süper Lig             | 9           | 1           | 0           | 1                     | 0                     | 0                     | -          | -          | -          | C3                             | 6                              | 1                              | 0                              | 1         | 0         | 0         | 17    | 2     | 0     |
| Sous-total            | Sous-total            | Sous-total            | 35          | 3           | 4           | 3                     | 0                     | 0                     | 0          | 0          | 0          | -                              | 10                             | 1                              | 0                              | 8         | 0         | 0         | 56    | 4     | 4     |
| Total sur la carrière | Total sur la carrière | Total sur la carrière | 562         | 119         | 94          | 45                    | 8                     | 6                     | 2          | 0          | 0          | -                              | 90                             | 16                             | 15                             | 136       | 26        | 18        | 835   | 169   | 133   |

### Buts internationaux
| Buts de Marek Hamšík | Buts de Marek Hamšík | Buts de Marek Hamšík              | Buts de Marek Hamšík | Buts de Marek Hamšík | Buts de Marek Hamšík | Buts de Marek Hamšík              | Buts de Marek Hamšík |
|                      | Date                 | Lieu                              | Adversaire           | Score                | Résultat             | Compétition                       |                      |
| -------------------- | -------------------- | --------------------------------- | -------------------- | -------------------- | -------------------- | --------------------------------- | -------------------- |
| 1                    | 13 octobre 2007      | Mestský štadión, Dubnica          | Saint-Marin          | 1-0                  | 7-0                  | Éliminatoires Euro 2008           |                      |
| 2                    | 21 novembre 2007     | Stadio Olimpico, Serravalle       | Saint-Marin          | 0-3                  | 0-5                  | Éliminatoires Euro 2008           |                      |
| 3                    | 6 septembre 2008     | Tehelné pole, Bratislava          | Irlande du Nord      | 2-0                  | 2-1                  | Éliminatoires Coupe du monde 2010 |                      |
| 4                    | 19 novembre 2008     | Stade Pod Dubňom, Žilina          | Liechtenstein        | 1-0                  | 4-0                  | Match amical                      |                      |
| 5                    | 19 novembre 2008     | Stade Pod Dubňom, Žilina          | Liechtenstein        | 2-0                  | 4-0                  | Match amical                      |                      |
| 6                    | 10 février 2009      | Stade Tsirion, Limassol           | Ukraine              | 2-0                  | 2-3                  | Match amical                      |                      |
| 7                    | 5 septembre 2009     | Tehelné pole, Bratislava          | Tchéquie             | 2-1                  | 2-2                  | Éliminatoires Coupe du monde 2010 |                      |
| 8                    | 14 novembre 2009     | Tehelné pole, Bratislava          | États-Unis           | 1-0                  | 1-0                  | Match amical                      |                      |
| 9                    | 15 août 2012         | TRE-FOR Park, Odense              | Danemark             | 1-2                  | 1-3                  | Match amical                      |                      |
| 10                   | 12 octobre 2012      | Štadión Pasienky, Bratislava      | Lettonie             | 1-0                  | 2-1                  | Éliminatoires Coupe du monde 2014 |                      |
| 11                   | 10 septembre 2013    | Stade Pod Dubňom, Žilina          | Bosnie-Herzégovine   | 1-0                  | 1-2                  | Éliminatoires Coupe du monde 2014 |                      |
| 12                   | 12 octobre 2014      | Borisov Arena, Baryssaw           | Biélorussie          | 0-1                  | 1-3                  | Éliminatoires Euro 2016           |                      |
| 13                   | 12 octobre 2014      | Borisov Arena, Baryssaw           | Biélorussie          | 1-2                  | 1-3                  | Éliminatoires Euro 2016           |                      |
| 14                   | 18 novembre 2014     | Stade Pod Dubňom, Žilina          | Finlande             | 2-0                  | 2-1                  | Match amical                      |                      |
| 15                   | 14 juin 2015         | Stade Pod Dubňom, Žilina          | Macédoine du Nord    | 2-0                  | 2-1                  | Éliminatoires Euro 2016           |                      |
| 16                   | 12 octobre 2015      | Stade Josy-Barthel, Luxembourg    | Luxembourg           | 0-1                  | 2-4                  | Éliminatoires Euro 2016           |                      |
| 17                   | 12 octobre 2015      | Stade Josy-Barthel, Luxembourg    | Luxembourg           | 2-4                  | 2-4                  | Éliminatoires Euro 2016           |                      |
| 18                   | 29 mai 2016          | WWK Arena, Augsbourg              | Allemagne            | 1-1                  | 1-3                  | Match amical                      |                      |
| 19                   | 15 juin 2016         | Stade Pierre Mauroy, Lille        | Russie               | 0-2                  | 1-2                  | Euro 2016                         |                      |
| 20                   | 11 novembre 2016     | Stade Antona Malatinského, Trnava | Lituanie             | 4-0                  | 4-0                  | Éliminatoires Coupe du monde 2018 |                      |
| 21                   | 10 juin 2017         | Stade LFF Vilnius                 | Lituanie             | 0-2                  | 1-2                  | Éliminatoires Coupe du monde 2018 |                      |
| 22                   | 13 octobre 2018      | Stade Antona Malatinského Trnava  | Tchéquie             | 1-1                  | 1-2                  | Ligue des nations 2018-2019       |                      |
| 23                   | 11 juin 2019         | Bakcell Arena, Bakou              | Azerbaïdjan          | 1-3                  | 1-5                  | Éliminatoires Euro 2020           |                      |
| 24                   | 11 juin 2019         | Bakcell Arena, Bakou              | Azerbaïdjan          | 1-4                  | 1-5                  | Éliminatoires Euro 2020           |                      |
| 25                   | 19 novembre 2019     | Stade Antona Malatinského Trnava  | Azerbaïdjan          | 2-0                  | 2-0                  | Éliminatoires Euro 2020           |                      |
| 26                   | 14 octobre 2020      | Stade Antona Malatinského Trnava  | Israël               | 1-0                  | 2-3                  | Ligue des nations 2020-2021       |                      |

## Palmarès

### En club
- Vainqueur de la Coupe d'Italie en 2012 et en 2014 avec Naples.
- Vainqueur de la Supercoupe d'Italie en 2014 avec Naples.
- Vice-champion d'Italie en 2013, en 2016, en 2018 et en 2019 avec Naples.
- Finaliste de la Supercoupe d'Italie en 2012 avec Naples.
- Champion de Turquie en 2022 avec Trabzonspor.
- Supercoupe de Turquie en 2022 avec Trabzonspor.

### Distinctions individuelles
- Élu meilleur jeune joueur de l'année de Serie A (Oscar du foot AIC) en 2008
- Élu footballeur slovaque de l'année en 2009, en 2010, en 2013, en 2014, en 2015, en 2016 et en 2017
- Meilleur passeur du championnat d'Italie en 2013 et 2015

## Décoration
- Ordre de Ľudovít Štúr, 2e classe (sk) (1er janvier 2023)[24],[25]

## Filmographie
- 2013 : Colpi di fortuna de Neri Parenti